# Mera 217
Mera 217 – minikomputer produkowany w latach siedemdziesiątych w Zakładach Urządzeń Komputerowych MERA-ELZAB, przeznaczony do obliczeń technicznych, naukowych, handlowych i innych. W swej istocie stanowił kalkulator z możliwością zapisu prostego programu liczącego. Według ówczesnych kryteriów minikomputer ten należał do kategorii tzw. małej informatyki.
Podstawowy system składał się z następujących modułów:
- jednostki centralnej : MERA-214
- jednostki pamięci kasetowej (taśma magnetyczna) : MERA-250
- drukarki : MERA-260.

Moduły połączone były przez interfejs umożliwiający podłączenie kolejnych urządzeń wejścia-wyjścia.
Moduł MERA-214 to podstawowy element systemu – minikomputer wykonujący operacje na liczbach zmiennoprzecinkowych w zakresie liczb od 1*10e-99 do 9,99999999999*10e+99, przy czym mantysa choć w obliczeniach uwzględniała 12 cyfr dokładności to system miał możliwość wyświetlania 10 najbardziej znaczących cyfr mantysy. Dla funkcji trygonometrycznych argumenty mogły być wyrażone w radianach bądź stopniach i minutach. Dostępne były instrukcje skoku (warunkowego i bezwarunkowego) oraz wprowadzania danych z klawiatury. Zakres dostępnych operacji to:
- operacje arytmetyczne : +, -, *, :
- funkcje trygonometryczne : sin, cos, tg, arcsin, arccos, arctg
- pierwiastkowania i logarytmów : pierwiastek kwadratowy, ln, ex, 1/x

Do obliczeń arytmometr wyposażono w rejestry:
- trzy rejestry operacyjne: X, Y, Z
- dwanaście rejestrów pamięci : R11, R12, R13, R14, R21, R22, R23, R24, R31, R32, R33, R34.

Moduł MERA-214 miał wymiary 310x360x145 mm. Wyposażony był w 14-pozycyjny wyświetlacz.
Moduł MERA-250 służył zapisowi, na taśmie magnetycznej umieszczonej w kasetach, danych, instrukcje programowe i instrukcje organizacyjne, Stosowany był zapis jednościeżkowy o gęstości 21 bit/mm. Jego wymiary to 180x190x225 mm.
MERA-260 to drukarka umożliwiająca wyprowadzenie wyników pośrednich i końcowych obliczeń. W jednym wierszu drukowanych mogło być maksymalnie 16 znaków. Przesył danych szeregowy, kodowanie BCD 8421. Wymiary urządzenia 220x290x90 mm.